# Orchis × loreziana
Orchis loreziana là một loài thực vật có hoa trong họ Lan. Loài này được Brügger mô tả khoa học đầu tiên năm 1874.